# Domino's Pizza
Domino's Pizza Inc. (blot kaldet Domino's på kort form) er en amerikanskbaseret pizzeriakæde, som specialiserer sig i fremstilling og udbringning af pizzaer.
Kæden blev stiftet i 1960 under navnet DomiNick's af amerikanske Tom Monaghan, og i 1965 blev navnet ændret til Domino's Pizza. I 2000 opnåede Domino's status som den største leverandør af pizzaer i verden, med over 6.500 restauranter, og i 2014 når kæden op på 11.000 restauranter, fordelt på 80 lande. Planen er, at 50 nye restauranter skal åbnes inden 2017.
Med ca. 220.000 ansatte (december 2013) opnåede man en samlet omsætning på ca. 1,2 mia. USD.

## Domino’s Pizza i Danmark
I 1997 åbnede Domino’s Pizza i Danmark gennem en franchisetager, der havde rettigheder i Danmark. I 2019 var der 24 danske restauranter hos Domino's Pizza.
Den danske kæde gik imidlertid konkurs, hvilket blev offentliggjort den 2. marts 2019. Konkursen indtrådte efter at der i tiden inden havde været kritik af hygiejnen i den danske kæde. Et par måneder efter kom "The Real Dominos" til Danmark for at starte op. De nye ejere var fra DPE Australien, som har over 2500 butikker verden over.  De havde i 2023 15 butikker i Hørsholm, Frederiksberg, Nørrebro, Østerbro, Kastrup, Søborg, Ballerup, Hvidovre, Roskilde, Lyngby, Greve, Slagelse, Aarhus og to butikker i Odense, Helsingør.
I juni 2023 meddelte Domino's at de ville lukke alle danske forretninger. Alle medarbejdere blev fyret øjeblikkeligt og uden varsel. Kellie Taylor, som var landechef for Dominos Danmark, udtalte, at det ikke var muligt "at skabe en bæredygtig forretning" som følge af at det ikke, efter kontroversen, var muligt at tilbagevinde kundernes tillid.